# Morningwood

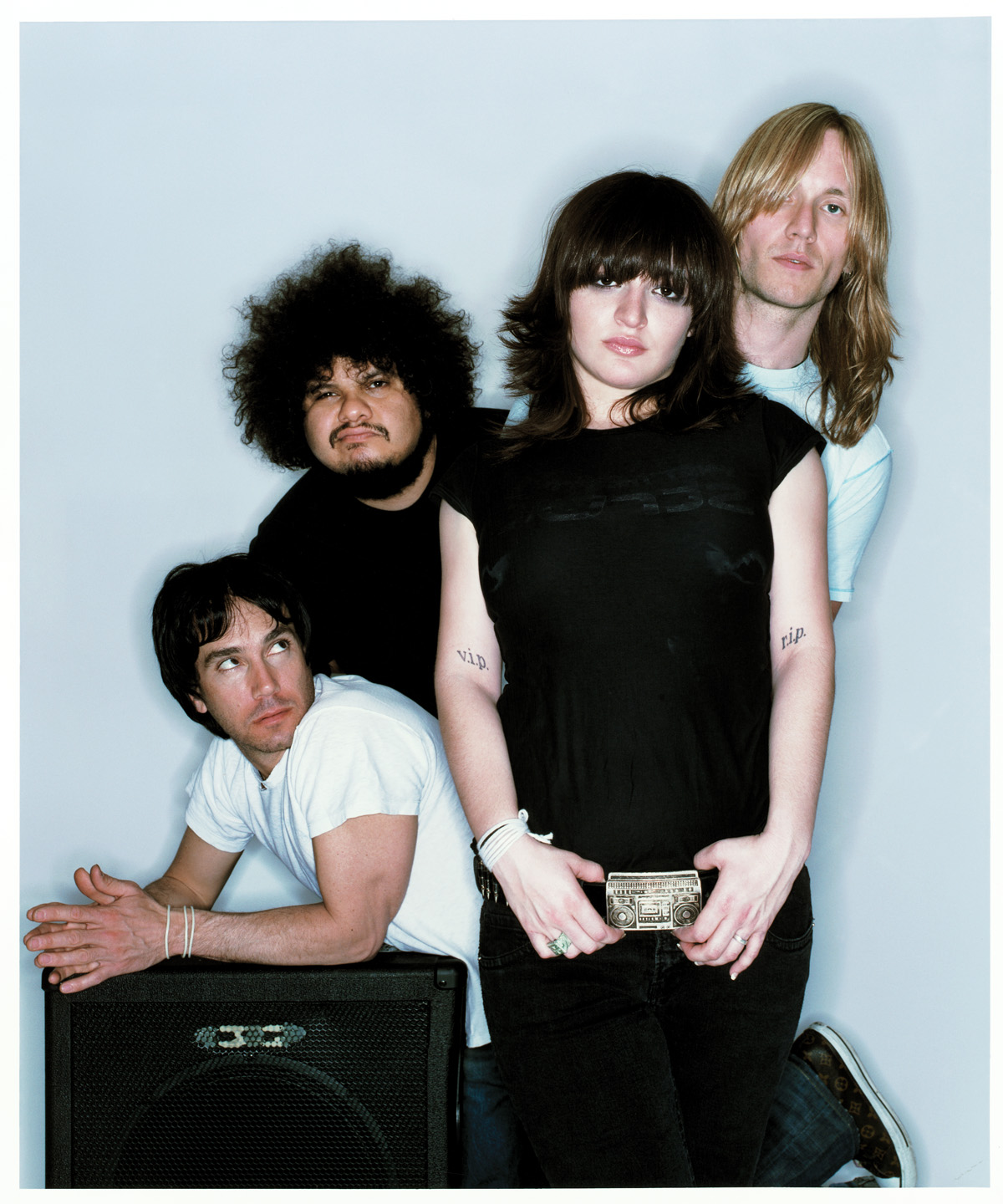
Morningwood

Morningwood is een in 2001 opgerichte Amerikaanse rockband uit New York. De band heeft een contract bij Capitol Records. Het woord morningwood is slang voor ochtenderectie.

## Carrière
De band speelde zichzelf in de kijker door deel te nemen aan Yahoo.com's Who's Next. Ze verloren in de finale van BarlowGirl. Verder gingen ze op tournee met Mindless Self Indulgence.
Hun debuutalbum Morningwood is geproduceerd door Gil Norton, bekend van zijn werk voor Pixies, Catherine Wheel en Echo & the Bunnymen. In 2006 toerde Morningwood al met Head Automatica, momenteel toeren ze met Action Action en The Sounds.

## Bezetting
- Chantal Claret, zang
- Alfredo Ortiz, drum
- Petro "Pedro" Yanowitz (voorheen van The Wallflowers), basgitaar
- Richard Steel, gitaar

## Discografie

### Albums
| Album met eventuele hitnotering(en) in de Nederlandse Album Top 100 | Datum van verschijnen | Datum van binnenkomst | Hoogste positie | Aantal weken | Opmerkingen |
| ------------------------------------------------------------------- | --------------------- | --------------------- | --------------- | ------------ | ----------- |
| Morningwood                                                         | 2006                  |                       |                 |              |             |

### Singles
| Single met eventuele hitnotering(en) in de Nederlandse Top 40 | Datum van verschijnen | Datum van binnenkomst | Hoogste positie | Aantal weken | Opmerkingen |
| ------------------------------------------------------------- | --------------------- | --------------------- | --------------- | ------------ | ----------- |
| "Nth degree"                                                  | 2006                  |                       |                 |              |             |